# Finiq
Finiq  is een stad (bashki) in de Albanese prefectuur Vlorë. De stad telt 10.500 inwoners (2011).

## Bevolking
Volgens de volkstelling van 2011 wonen er 10.529 mensen in de gemeente Finiq.
De demografische situatie van de gemeente Finiq is ongunstig: er overlijden jaarlijks meer mensen dan dat er worden geboren. In 2017 kwam er bijvoorbeeld 26 kinderen ter wereld, terwijl er in datzelfde jaar 107 mensen overleden.

#### Religie
De religieuze samenstelling van de gemeente Finiq is gemengd. De meeste inwoners behoren tot de Albanees-Orthodoxe Kerk, gevolgd door de islam. 
| Plaats    | Bevolking (2011) | Islam (%)     | Katholiek (%) | Orthodox (%)  | Bektashisme (%) |
| --------- | ---------------- | ------------- | ------------- | ------------- | --------------- |
| Aliko     | 3.849            | 29,33 procent | 4,10 procent  | 25,38 procent | 1,77 procent    |
| Mesopotam | 2.786            | 3,73 procent  | 7,35 procent  | 74,08 procent | 0,18 procent    |
| Dhivër    | 1.396            | 10,96 procent | 1,72 procent  | 73,71 procent | -               |
| Finiq     | 1.333            | 44,04 procent | 1,28 procent  | 35,48 procent | 1,65 procent    |
| Livadhja  | 1.165            | 22,32 procent | 0,86 procent  | 55,45 procent | -               |
| Finiq     | 10.529           | 21,21 procent | 3,93 procent  | 49,28 procent | 0,90 procent    |

### Bestuurlijke indeling
Administratieve componenten (njësitë administrative përbërëse) na de gemeentelijke herinrichting van 2015 (inwoners tijdens de census 2011 tussen haakjes):
Aliko (3849) • Dhivër (1396) • Finiq (1333) • Livadhja (1165) • Mesopotam (2786).
De stad wordt verder ingedeeld in 58 plaatsen: Aliko, Ardhasovë, Bistricë, Brajlat, Bregas, Buronjë, Çaush, Cerkovicë, Çlirim, Dermish, Dhivër, Dhrovjan, Dritas, Finiq, Fitore, Gravë, Grazhdan, Halo, Janicat, Jermë, Kalcat, Karahaxhë, Kardhikaq, Karroq, Kodër, Komat, Kostar, Krane, Krongj, Kulluricë, Lefter Talo, Leshnicë e Poshtme, Leshnicë e Sipërme, Livadhja, Livinë, Llazat, Llupsat, Malcan, Memoraq, Mesopotam, Muzinë, Navaricë, Neohor, Pandalejmon, Pecë, Pllakë, Qesarat, Rahullë, Rumanxë, Shëndre, Sirakat, Sopik, Tremul, Vagalat, Velahovë, Vrion, Vurgu i Ri, Zminec.
Belsh · Berat · Bulqizë · Cërrik · Delvinë · Devoll · Dibër · Dimal · Divjakë · Dropull · Durrës · Elbasan · Fier · Finiq · Fushë-Arrëz · Gjirokastër · Gramsh · Has · Himarë · Kamëz · Kavajë · Këlcyrë · Klos · Kolonjë · Konispol · Korçë · Krujë · Kuçovë  · Kukës · Kurbin · Lezhë · Libohovë · Librazhd · Lushnjë · Malësi e Madhe · Maliq · Mallakastër · Mat · Memaliaj · Mirditë · Patos · Peqin  · Përmet · Pogradec · Poliçan · Prrenjas · Pukë · Pustec · Roskovec · Rrogozhinë · Sarandë · Selenicë · Shijak · Shkodër · Skrapar · Tepelenë · Tirana · Tropojë · Vau i Dejës · Vlorë · Vorë

Deelgemeenten · Gemeenten · Prefecturen